# Alberto Salgado Rodríguez
Alberto Salgado Rodríguez nació en Cruz Grande, en la Costa Chica del Estado de Guerrero (México). Recibió el título de Ingeniero Civil por parte del Instituto Politécnico Nacional. Obtuvo el grado de Maestro en Ingeniería Estructural y el grado de Doctor en Ingeniería por la División de Estudios de Posgrado de la Facultad de Ingeniería de la UNAM.
Se desempeñó como rector interino de la UAG.

## Cargos
Ha sido profesor investigador de la Facultad de Ingeniería de la Universidad Autónoma de Guerrero (UAG) desde 1990. En el Programa de Posgrado en Ingeniería Sísmica, es Profesor Titular de los cursos de Sismología y Sismicidad, Dinámica Estructural, y Procesos Estocásticos. 
En dicha Institución ha desempeñado los cargos de director de la Facultad de Ingeniería, coordinador de Investigación y Estudios de Posgrado, coordinador de la Academia de Estructuras, entre otros. Dentro de la UAG ha sido director general de Integración de las Funciones Sustantivas y actualmente se desempeña como secretario general de la misma.

### Rector Interino
Con la renuncia del rector de la Universidad Autónoma de Guerrero, Ascencio Villegas Arrizón por motivos de salud, Alberto Salgado Rodríguez, secretario general tomo su lugar como rector interno del 28 de septiembre del 2012 al 6 de abril de 2013. Las votaciones para el nuevo rector se llevaran a cabo el día 6 de marzo y la toma de protesta el 6 de abril de 2013.

## Reconocimientos
Ha realizado numerosas investigaciones relacionadas con la evaluación y refuerzo de estructuras en zonas sísmicas, así como el Estudio del Comportamiento Sísmico de Estructuras de Concreto y Mampostería. En el 2003 recibió el Premio Estatal de Investigación Aplicada a la Comunidad. 
En el 2008 fue reconocido con la Medalla Florencio Villareal al Mérito Académico. En el campo profesional ha participado en el diseño, evaluación, supervisión y consultoría de estructuras importantes construidas en varios estados de la República Mexicana. 
Ha presentado diversas ponencias en congresos nacionales e internacionales relacionadas con su especialidad y es autor de los tres libros siguientes: Seguridad Sísmica de la Vivienda Económica en el Estado de Guerrero, Evaluación Sísmica de los Centros Históricos del Sureste Mexicano, e Identificación de Sistemas Estructurales ante Carga Sísmica. Actualmente es el presidente de la Sociedad Mexicana de Ingeniería Sísmica en el estado de Guerrero.